# Bundesbruder
Als Bundesbruder, Corpsbruder oder Bundesschwester bezeichnen sich untereinander Mitglieder einer Organisation, die sich als Bund oder als eine von überlieferten historischen, religiösen oder charismatischen Elementen geprägte Gemeinschaft begreift.
Die Anrede kann demonstrativer Ausdruck eines unter den Mitgliedern geschlossenen Lebensbundes sein und wird benutzt in Studentenverbindungen und manchen Jugendbünden.

## Bundesbruder / Bundesschwester
In den meisten Studentenverbindungen mit männlichen Mitgliedern ist der Begriff Bundesbruder üblich. Dort werden die Ehefrauen, die nicht Mitglied sein können, oftmals als Bundesschwester bezeichnet.
Abgekürzt wird Bundesbruder mit BB, Bb oder Bbr, als Pluralform BBBB, BbBb, BbrBbr oder modern Bbr² verwendet.
Dagegen wird der Begriff Bundesschwester in Damenverbindungen und gemischten Verbindungen für die weiblichen Mitglieder verwendet.
Abgekürzt wird Bundesschwester mit Bsr, als Pluralform BsrBsr.

## Corpsbruder / Corpsschwester
Innerhalb eines Corps, einer besonders alten Form der Studentenverbindung, sprechen sich die Mitglieder, sog. Corpsstudenten, untereinander als Corpsbruder an.
Der Begriff kann mit Cbr abgekürzt werden. Die bis in die 1920er Jahre gebräuchliche Pluralform CbrCbr wurde allerdings abgeschafft.
Die Ehefrauen der Corpsstudenten werden als Corpsschwestern bezeichnet.

## Waffenbruder / Farbenbruder / Farbenschwester
Als Anrede zwischen zwei Mitgliedern verschiedener schlagender Studentenverbindungen, sog. Waffenstudenten, ist die Bezeichnung Waffenbruder üblich.
Dagegen wird zwischen zwei Mitgliedern verschiedener nichtschlagender Studentenverbindungen der Begriff Farbenbruder oder Farbenschwester verwendet. Farbenbruder kann auch allgemein zwischen Mitgliedern von verschiedenen nichtschlagenden und schlagenden Studentenverbindungen genutzt werden.
Abgekürzt wird Farbenbruder mit Fb, als Pluralform FbFb, Fbr².

## Kartellbruder / Kartellschwester
Bei den Corps wird innerhalb eines geschlossenen Freundschaftsverhältnisses in Form eines Kartells der Begriff Kartellbruder und nicht Kartellcorpsbruder verwendet. Bei den Corps gibt es keine Abkürzung für diesen Begriff.
Bei anderen Verbindungsarten, wie den katholischen Verbindungen, gemischten Verbindungen oder Damenverbindungen, nennen sich Mitglieder desselben Verbandes Kartellbruder, Cartellbruder, Kartellschwester oder Cartellschwester.
Abgekürzt wird Kartellbruder mit Kb, Kbr, Cbr, als Pluralform KbKb, KbrKbr, Cbr².